# BC Duinwijck

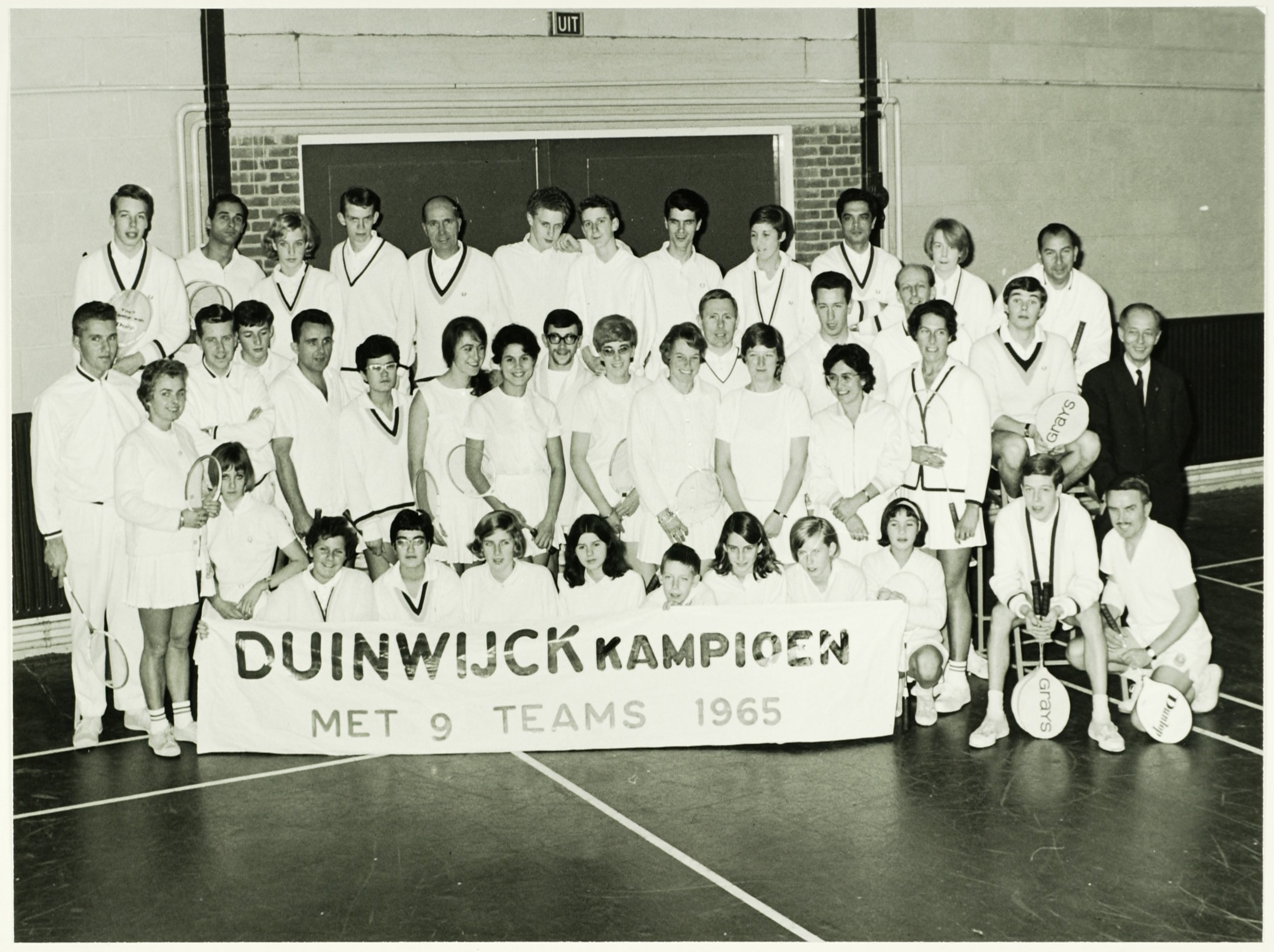
Kampioenschap 1965

BC Duinwijck is een Nederlandse badmintonclub uit Haarlem die op 1 oktober 1948 werd opgericht. Vanaf seizoen 1964/65 tot en met 1986/87 werd het één keer géén kampioen van de Nederlandse eredivisie.

## Historie
Duinwijck werd opgericht in een tijd dat er in de winter geen overdekte tennisbanen beschikbaar waren voor de leden van tennisvereniging Bloemendaal. Om toch fit te blijven en niet al te ver af te wijken van de racketsport tennis, richtten Leen Verhoef, Jan Bolleman, Arie in 't Hout en Rudi Houwen daarom badmintonclub Duinwijck op. De naam werd afgeleid van het tennispark, waar ze bij betere weersomstandigheden speelden.
Duinwijck speelde aanvankelijk in de gymzaal van de Mulo in Bloemendaal. Het verhuisde in het tweede seizoen naar het zaaltje van de Tetterodeschool, waarna de club in het seizoen 1951/52 naar Haarlem verhuisde,
BC Duinwijck speelde op 11 november 1952 voor het eerst een competitiewedstrijd bij de Nederlandse Badminton Bond, tegen Smash (Den Haag). Dat eerste team bestond uit The Djien Gie, I van Gessel, Els Robbe, Piet Titiheru en Leen Verhoef.

## Erelijst
- Europees clubkampioen: 2011
- Nederlands kampioen (28x): 1956, 1964-1983, 1985-1987, 2009, 2011, 2018, 2019 en 2022-2023
- Winnaar NBB Cup: 1991/92, 1992/93, 1993/94, 1996, 2009 en 2011 (als de Carlton GT Cup vanaf 2009)
- Kampioen eerste divisie 2000/01 (na degradatie in 1997/98)

## Selectiespelers
Onder meer de volgende spelers speelden in het hoogste team van BC Duinwijck:
| - Ivor van Barneveld - Norbert van Barneveld - Marcel van Beek - Mical de Boer - Sylvana de Boer - Ruud Bosch - Chris Bruil (1x NK) - Jeroen van Dijk (6x NK) - Elvira van Elven - Agnes Geene (3x NK) - I van Gessel - Carolien Glebbeek | - Monique Hoogland (2x NK) - Lonneke Janssen - Paula Kloet - Joost Kool - Betty Krab - Eva Krab - Herman Leidelmeijer (5x NK) - Dennis Lens - Marjan Luesken - Bob Loo (3x NK) - George Mallant - Alex Meijer - Judith Meulendijks (3x NK) - Nils Nijland - Eric Pang (7x NK) | - Pierre Pelupessy (4x NK) - Boudewijn Ridder - Koen Ridder - Marja Ridder - Marjan Ridder (1x NK) - Rob Ridder (9x NK) - Imre Rietveld (3x NK) - Jos Rijmers - Els Robbé (5x NK) - Hendrik Jan Rozemeijer - Lili ter Metz - Margot ter Metz - The Djien Gie - Piet Titiheru - Leen Verhoef - Guus van der Vlugt (1x NK) - Ilse Vooren - Karina de Wit - Jorrit de Ruiter |

NK = Nederlands kampioen enkelspel